# Доб
Доб (словен. Dob) је насељено место у општини Домжале, Средњесловенска регија, Словенија.

## Историја
До територијалне реорганизације у Словенији био је у саставу старе општине Домжале.

## Становништво
У попису становништва из 2011. године, Доб је имао 1.563 становника.
| Број становника према пописима | Број становника према пописима | Број становника према пописима |
| ------------------------------ | ------------------------------ | ------------------------------ |
| 1991                           | 2002                           | 2011                           |
| 1.137                          | 1.395                          | 1.563                          |

Напомена: Године 2016. извршена је мања размена територија између насеља Доб и Вир.